# 火鶴酒店
火鶴酒店（Flamingo Las Vegas，或稱佛朗明哥酒店）是位於美國內華達州拉斯維加斯賭城大道上的一間賭場酒店，由哈拉斯娛樂持有及管理。酒店設有一所面積達77000平方公呎的賭場及3626間酒店客房。火鶴酒店有時候亦會被稱為粉紅酒店，這是由於它的主體配色主要是採用與火鶴一樣的深粉紅色。酒店還設有一野生動物展示區，展覽出火鶴和企鵝等野生動物。
火鶴酒店是拉斯維加斯單軌鐵路的其中一站。

## 歷史
火鶴酒店於1946年12月26日由美国黑帮的巴格西·西格爾（Bugsy Siegel）和他的合伙人邁爾·蘭斯基（Meyer Lansky）創立，初期雖只有105間客房，但卻是拉斯維加斯第一所高級酒店。酒店興建成本於當時高達600萬美元，並標榜為全球最豪華的酒店。當時，人們都相信巴格西已經瘋狂了，因為他竟然想到在沙漠中心開設一間豪華酒店。
酒店的名字是從巴格西的女友維珍尼亞·希爾（Virginia Hill）的暱稱取得的。維珍尼亞喜歡在美國和墨西哥兩地賭博，在墨西哥的荷官們就因她的舞姿和一頭的紅髮而給她起了火鶴（The Flamingo）這個稱號。
酒店興建的費用基本上是來自黑幫資金，而整個工程都是由巴格西策劃和監察的。但很快地，巴格西從建築費用裡私動資金的事就曝光了。隨著他的死亡，賭場管理權亦繼而易手。1947年3月1日酒店易名為傳說的火鶴（The Fabulous Flamingo）。
當時的火鶴酒店以華麗的表演和裝飾著名，而它的舒適客房、美麗花園和令人驚嘆的游泳池等都是當時舉世聞名的。火鶴酒店當時主張讓客人有一個“完整的旅遊經歷”多於純粹為賭博而來。開幕時，所有職員上至管理層下至荷官全都穿著禮服迎賓。
1950年香檳塔開幕。
1967年，傳奇賭業大亨柯克·科克萊恩（Kirk Kerkorian）收購了酒店。
及後至1972年，希爾頓企業又收購了火鶴酒店的經營權，並將酒店易名為“火鶴希爾頓”。現時酒店的外觀主要都是在希爾頓企業執掌時期改建的。
1998年希爾頓企業的博彩營運所有權被當時的派克比斯娛樂（2004年改名為凱撒娛樂）收購，酒店名稱正式改回火鶴（Flamingo Las Vegas）。及後凱撒娛樂於2005年又被哈拉斯娛樂所收購，但酒店並未因這次易手而更名。

## 外部連結
- 火鶴酒店 （页面存档备份，存于）
- 哈拉斯娛樂 （页面存档备份，存于）
- 拉斯維加斯的歷史時序表